# César Menacho
César Alejandro Menacho Claros (ur. 9 sierpnia 1999 w Santa Cruz) – boliwijski piłkarz występujący na pozycji skrzydłowego lub napastnika, reprezentant Boliwii.